# Bahnstrecke Milotice nad Opavou–Vrbno pod Pradědem
| Kursbuchstrecke (SŽ): | 313                  |                                                   |                                                   |
| Streckenlänge: | 20,467 km            |                                                   |                                                   |
| Spurweite: | 1435 mm (Normalspur) |                                                   |                                                   |
| Streckenklasse: | C3                   |                                                   |                                                   |
| Maximale Neigung: | 19 ‰                 |                                                   |                                                   |
| Streckengeschwindigkeit: | 50 km/h              |                                                   |                                                   |
| |                      |                                                   |                                                   |
| \| \| \| von Opava východ (vorm. MSCB) \| \| \| \| 0,000 \| Milotice nad Opavou früher Erbersdorf \| Milotice nad Opavou früher Erbersdorf \| \| \| \| nach Olomouc (vorm. MSCB) \| \| \| \| \| Silnice I/45 \| \| \| \| 3,504 \| Nové Heřminovy früher Neu Erbersdorf \| Nové Heřminovy früher Neu Erbersdorf \| \| \| 5,165 \| Kunov früher Kunau \| Kunov früher Kunau \| \| \| 8,055 \| Skrbovice früher Schreiberseifen \| Skrbovice früher Schreiberseifen \| \| \| 9,958 \| Široká Niva früher Breitenau \| Široká Niva früher Breitenau \| \| \| 12,075 \| Pocheň früher Pochmühl \| Pocheň früher Pochmühl \| \| \| 16,330 \| Karlovice früher Karlsthal \| Karlovice früher Karlsthal \| \| \| 17,300 \| Karlovice zastávka \| Karlovice zastávka \| \| \| 18,895 \| Vrbno pod Pradědem zastávka früher Würbenthal Süd \| Vrbno pod Pradědem zastávka früher Würbenthal Süd \| \| \| 20,467 \| Vrbno pod Pradědem früher Würbenthal \| Vrbno pod Pradědem früher Würbenthal \| |                      |                                                   |                                                   |
| Strecke |                      | von Opava východ (vorm. MSCB)                     | von Opava východ (vorm. MSCB)                     |
| Bahnhof | 0,000                | Milotice nad Opavou früher Erbersdorf             | Milotice nad Opavou früher Erbersdorf             |
| Abzweig geradeaus und nach links |                      | nach Olomouc (vorm. MSCB)                         | nach Olomouc (vorm. MSCB)                         |
| Brücke |                      | Silnice I/45                                      | Silnice I/45                                      |
| Haltepunkt / Haltestelle | 3,504                | Nové Heřminovy früher Neu Erbersdorf              | Nové Heřminovy früher Neu Erbersdorf              |
| Bahnhof | 5,165                | Kunov früher Kunau                                | Kunov früher Kunau                                |
| Haltepunkt / Haltestelle | 8,055                | Skrbovice früher Schreiberseifen                  | Skrbovice früher Schreiberseifen                  |
| Bahnhof | 9,958                | Široká Niva früher Breitenau                      | Široká Niva früher Breitenau                      |
| Haltepunkt / Haltestelle | 12,075               | Pocheň früher Pochmühl                            | Pocheň früher Pochmühl                            |
| Bahnhof | 16,330               | Karlovice früher Karlsthal                        | Karlovice früher Karlsthal                        |
| Haltepunkt / Haltestelle | 17,300               | Karlovice zastávka                                | Karlovice zastávka                                |
| Haltepunkt / Haltestelle | 18,895               | Vrbno pod Pradědem zastávka früher Würbenthal Süd | Vrbno pod Pradědem zastávka früher Würbenthal Süd |
| Kopfbahnhof Streckenende | 20,467               | Vrbno pod Pradědem früher Würbenthal              | Vrbno pod Pradědem früher Würbenthal              |

Die Bahnstrecke Milotice nad Opavou–Vrbno pod Pradědem ist eine regionale Eisenbahnverbindung in Tschechien, die ursprünglich durch die k.k. Staatsbahnen (kkStB) als Staatsbahn Erbersdorf–Würbenthal erbaut und betrieben wurde. Sie zweigt in Milotice nad Opavou (Milkendorf) von der Bahnstrecke Olomouc–Opava východ ab und führt im Altvatergebirge nach Vrbno pod Pradědem (Würbenthal).
Nach einem Erlass der tschechischen Regierung ist die Strecke seit dem 20. Dezember 1995 als regionale Bahn („regionální dráha“) klassifiziert.

## Geschichte
Am 21. April 1870 erhielt die k.k. priv. Mährisch-Schlesische Centralbahn (MSCB) die Konzession für ihre Hauptstrecke von Olmütz über Jägerndorf zur Landesgrenze bei Leobschütz. Teil dieser Konzession war auch der Bau mehrerer abzweigender Nebenstrecken. Genehmigt wurden Linien nach Olbersdorf mit eventueller Weiterführung ins preußische Neisse, nach Troppau, Römerstadt und Würbenthal. Die finanziellen Schwierigkeiten infolge des Gründerkrachs von 1873 verhinderten jedoch eine Realisierung der Nebenstrecken. In dieser Situation ergriff der österreichische Staat selbst die Initiative und führte die Verbindung Erbersdorf–Würbenthal (wie auch die benachbarte Strecke Kriegsdorf–Römerstadt) auf eigene Rechnung aus.
Am 5. Dezember 1880 wurde die Strecke eröffnet. Den Betrieb führte zunächst die MSCB, ab 1. Jänner 1889 die kkStB selbst.
Im Jahr 1912 wies der Fahrplan der Lokalbahn insgesamt vier gemischte Zugpaare aus. Sie benötigten für die 20 Kilometer lange Strecke zwischen 55 und 65 Minuten.
Nach dem für Österreich-Ungarn verlorenen Ersten Weltkrieg gelangte die Strecke ins Eigentum der neu begründeten Tschechoslowakischen Staatsbahnen (ČSD). Ende der 1920er Jahre kam es zu einer signifikanten Verdichtung des Fahrplanes.
Am 16. April 1931 fuhren ein zwei- und ein vierachsiger Motortriebwagen auf der Strecke zur Probe. Gleichzeitig zog man eine der beiden Dampflokomotiven ab. Dies verschlechterte die Fahrplansituation und man drängte auf die Einhaltung der Abmachung, einen Motorwagen und zwei Dampflokomotiven für die Strecke – wie vereinbart – einzusetzen.
Der Winterfahrplan von 1937/38 verzeichnete insgesamt acht Zugpaare, bei denen allerdings einige nicht an allen Unterwegsbahnhöfen hielten.
Nach der Angliederung des Sudetenlandes an Deutschland im Herbst 1938 kam die Strecke zur Deutschen Reichsbahn, Reichsbahndirektion Oppeln. Im Reichskursbuch war die Verbindung als Kursbuchstrecke 151s Milkendorf–Würbenthal enthalten. Während des Zweiten Weltkriegs wurde der eingesetzte zweiachsige Motortriebwagen abgezogen, es fuhren nur noch dampfbespannte Züge. Nach dem Ende des Zweiten Weltkriegs kam die Strecke wieder vollständig zu den ČSD.
Am 1. Januar 1993 ging die Strecke im Zuge der Auflösung der Tschechoslowakei an die neu gegründeten České dráhy (ČD) über.
Am 5. Januar 1998 übernahm die private Eisenbahngesellschaft OKD Doprava (heute PKP Cargo International) den Personenverkehr. Seit dem 1. Januar 2003 ist OKD auch Eigentümer sowie verantwortliches Eisenbahninfrastrukturunternehmen.
Seit dem Fahrplanwechsel am 12. Dezember 2010 werden alle Reisezüge vom Eisenbahnverkehrsunternehmen Viamont Regio (heute GW Train Regio) gefahren. Im Jahresfahrplan 2012 wird die Strecke werktags von neun täglichen Personenzugpaaren bedient, sonntags verkehren sieben. Die Fahrzeit beträgt 32 bis 33 Minuten für die Gesamtstrecke, was einer Reisegeschwindigkeit von etwa 40 km/h entspricht.

## Streckenbeschreibung

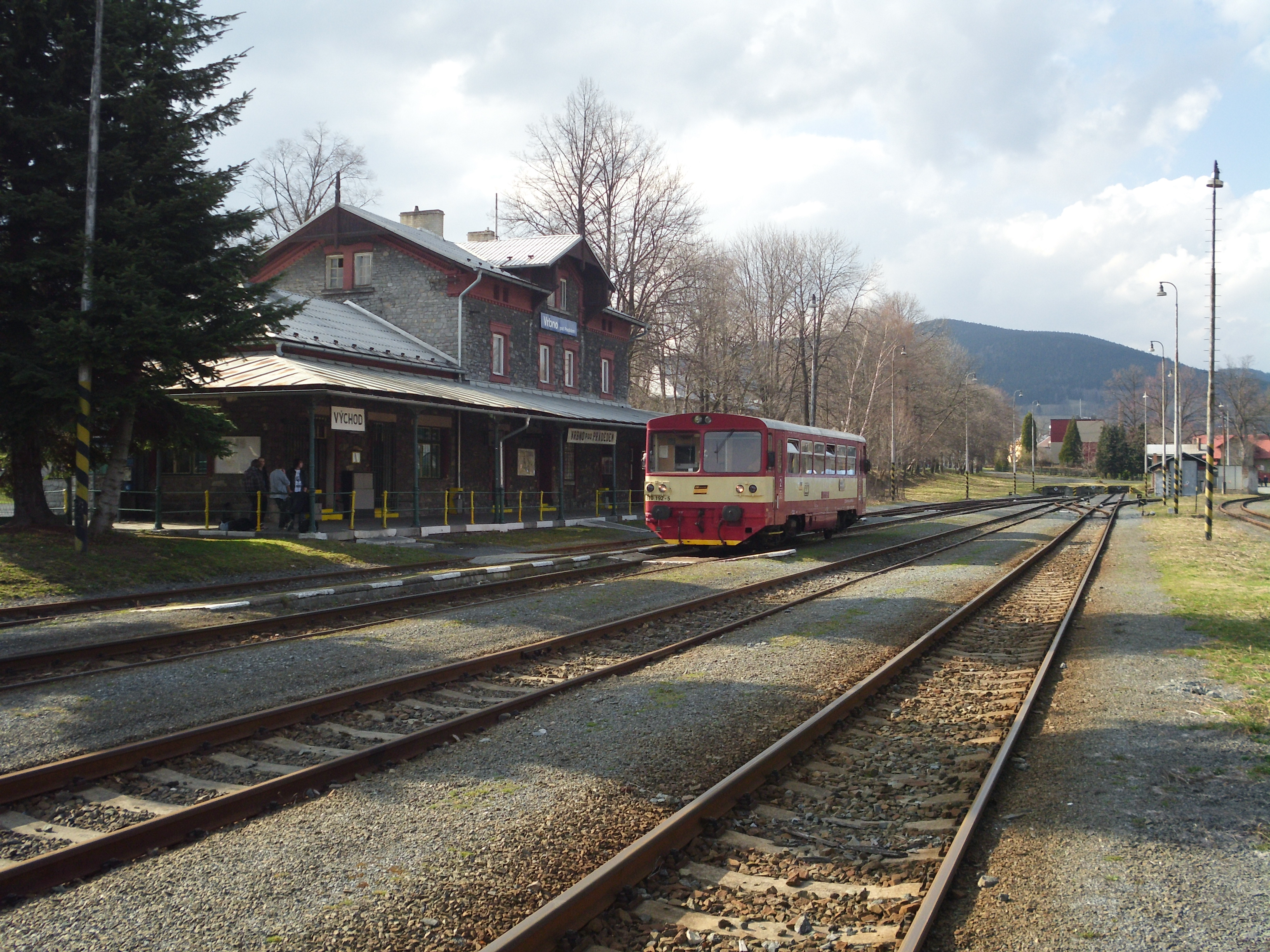
Bahnhof Vrbno pod Pradědem (2012)

Die Strecke verlässt den Bahnhof Milotice nad Opavou in westlicher Richtung. Bis zum Endpunkt Vrbno pod Pradědem verläuft die Strecke orografisch rechts im Tal der Opava. Die Strecke weist 13 kleinere Brücken und Durchlässe auf. Größtes Bauwerk ist die Fischbauchträgerbrücke bei Kunov mit einer Spannweite von 20 Metern.